# 中华人民共和国税收
税收是中华人民共和国政府最为重要的收入来源，作为其宏观经济政策的重要构成，对中国的经济和社会发展有重大影响。自从1994年分税制改革后，中国已初步建立了适应其社会主义市场经济体制的税收制度。
2020年，中国税收为166000亿元，同比2019年下降6114亿元。其中增值税收入为70779亿元，占税收收入比重为42.6%，是最大税收来源。税收收入占GDP比重为16.3%，占财政收入比重为90.8%。

## 税收历史

### 1949年至1978年
1949年至1978年，中国税收法规，多以中央人民政府政务院和各级政府发布的条例为依据。
1950年1月30日，政务院公布《关于统一全国税政的决定》，附发《全国税政实施要则》，规定全国统一设立14个税种，包括：货物税、工商业税（包含营业税和所得税两个部分）、盐税、关税、薪给报酬所得税、存款利息所得税、印花税、遗产税、交易税、屠宰税、房产税、地产税、特种消费行为税和使用牌照税。
上述之外，省、市或者大行政区还根据习惯拟定办法，报经大行政区或者中央批准以后，征收各类税收，主要有：农业税、牧业税和契税。其中，牧业税始终没有全国统一立法。
此外，船舶吨税属于中央税，征收办法由财政部、海关总署制定。
在执行中，税制作了一些调整。例如，先后增加契税、船舶吨税和文化娱乐税为全国性税种，其中契税自20世纪50年代中期以后基本停征；将房产税和地产税合并为城市房地产税；将特种消费行为税改为文化娱乐税（1956年由全国人民代表大会常务委员会立法），部分税目并入工商业税；将使用牌照税确定为车船使用牌照税；试行商品流通税；将交易税确定为牲畜交易税，但是没有全国统一立法；薪给报酬所得税、遗产税始终没有开征。
1958年，中国实施了新中国成立以后的第二次大规模税制改革，其主要内容是简化税制，试行工商统一税，建立全国统一的农业税制度。全国人民代表大会常务委员会通过了关于工商统一税、农业税的立法。至此，中国的税制设有14种税，即工商统一税、盐税、关税、工商所得税、利息所得税（1959年停征）、城市房地产税、契税、车船使用牌照税、船舶吨税、屠宰税、牲畜交易税、文化娱乐税（1966年停征）、农业税和牧业税。
1973年，中国实施了新中国成立以来的第三次大规模税制改革，其主要内容是简化税制，试行工商税。至此，中国的税制设有13个税种，即工商税、工商统一税（工商税开征以后此税基本停征）、关税、工商所得税、城市房地产税、契税、车船使用牌照税、船舶吨税、屠宰税、牲畜交易税、集市交易税、农业税和牧业税。此外，盐税名义上包含在工商税内，实际上仍然按照原来的办法征收。在一般情况下，国营工商企业只需要缴纳工商税，集体企业只需要缴纳工商税和工商所得税，农业生产单位（主要是人民公社和国营农场）一般只需要缴纳农业税，个人缴纳的税收微乎其微。
自1958年至1978年，税制几经变革，都是偏于简化，税务机构被大量撤并。结果是税种越来越少，税制越来越简单，从而大大缩小了税收在经济领域中的活动范围，在一定程度上影响了税收职能作用的发挥。

### 1978年至1993年
1978年至1993年，中国进入了经济转轨时期。这是中国改革开放以后税制改革的起步阶段，以建立涉外税收制度为起点，继而实行了国营企业“利改税”和工商税制的全面改革。
随着经济的发展和改革的深入，中国税制也因此改革，建成了一套内外有别、城乡不同，以货物和劳务税、所得税为主体，财产税和其他税收相配合的新的税制体系。税收收入随经济发展而增长，对于贯彻国家的经济政策，调节生产、分配和消费，促进改革开放，起到了积极的促进作用。
自1980年至1981年，第五届全国人民代表大会先后公布了中外合资经营企业所得税法、个人所得税法、外国企业所得税法。同时规定，对中外合资企业、外国企业和外国人沿用20世纪50年代制定的税收法规，继续征收工商统一税、城市房地产税和车船使用牌照税。
1983年，国务院决定在全国试行国营企业“利改税”，即将国营企业向国家上缴利润的制度，改为缴纳企业所得税的制度。1984年9月，经全国人民代表大会批准和全国人民代表大会常务委员会授权，国务院决定自当年10月起，在全国实施国营企业“利改税”的第二步改革和税收制度的全面改革，发布了产品税条例（草案）、增值税条例（草案）、盐税条例（草案）、营业税条例（草案）、资源税条例（草案）、国营企业所得税条例（草案）和国营企业调节税征收办法。
1985年，第六届全国人民代表大会第三次会议通过了《全国人民代表大会关于授权国务院在经济体制改革和对外开放方面可以制定暂行的规定或者条例的决定》。此后，国务院据此陆续制定了一系列的税收法规。
自1985年至1989年，国务院先后发布了：城市维护建设税暂行条例、进出口关税条例、集体企业所得税暂行条例、国营企业奖金税暂行规定（修订）、国营企业工资调节税暂行规定、集体企业奖金税暂行规定、事业单位奖金税暂行规定、城乡个体工商业户所得税暂行条例、房产税暂行条例、车船使用税暂行条例、个人收入调节税暂行条例、耕地占用税暂行条例、建筑税暂行条例（其前身是国务院1983年发布的建筑税征收暂行办法）、私营企业所得税暂行条例、印花税暂行条例、筵席税暂行条例、城镇土地使用税暂行条例，并决定开征特别消费税。
1991年，第七届全国人民代表大会第四次会议将中外合资企业所得税法与外国企业所得税法合并，制定了外商投资企业和外国企业所得税法。同年，国务院将建筑税改为固定资产投资方向调节税，发布了固定资产投资方向调节税暂行条例。
至此，中国的税制设有37个税种，即：产品税、增值税、盐税、特别消费税、烧油特别税、营业税、工商统一税、关税、国营企业所得税、国营企业调节税、集体企业所得税、私营企业所得税、外商投资企业和外国企业所得税、个人所得税、城乡个体工商业户所得税、个人收入调节税、国营企业奖金税、集体企业奖金税、事业单位奖金税、国营企业工资调节税、房产税、城市房地产税、城镇土地使用税、耕地占用税、契税、资源税、车船使用税、车船使用牌照税、印花税、城市维护建设税、固定资产投资方向调节税、屠宰税、筵席税、牲畜交易税、集市交易税、农业税和牧业税。此外，船舶吨税自1986年起转为预算外收入项目。

### 1993年至今
1993年开始，中国进入了建立社会主义市场经济体制时期，逐渐建立并完善适应社会主义市场经济体制需要的新税制。1993年11月，中国共产党第十四届中央委员会第三次全体会议通过了《中共中央关于建立社会主义市场经济体制若干问题的决定》，确定了税制改革的基本原则和主要内容。至当年12月底，税制改革的有关法律、行政法规陆续公布，包括个人所得税法（修订）、增值税暂行条例、消费税暂行条例、营业税暂行条例、企业所得税暂行条例、土地增值税暂行条例、资源税暂行条例和《全国人民代表大会常务委员会关于外商投资企业和外国企业适用增值税、消费税、营业税等税收暂行条例的决定》，均自1994年起实施。
1994年税制改革的主要内容是：第一，全面改革货物和劳务税制，实行了以比较规范的增值税为主体，消费税、营业税并行，内外统一的货物和劳务税制。第二，改革企业所得税制，将过去对国营企业、集体企业和私营企业分别征收的多种企业所得税合并为统一的企业所得税。第三，改革个人所得税制，将过去对外国人征收的个人所得税、对中国人征收的个人收入调节税和城乡个体工商业户所得税合并为统一的个人所得税。第四，大幅度调整其他税收，如扩大了资源税的征收范围，开征了土地增值税，取消了盐税、烧油特别税、集市交易税等12个税种，并将屠宰税、筵席税的管理权下放到省级地方政府，增设了遗产税、证券交易税（这两种税后来没有立法开征）。
自1995年至2013年，为了适应建立完善的社会主义市场经济体制的需要，中国继续完善税制，分步实施了重大改革，基本实现了税制的城乡统一、内外统一。
1998年以后，经国务院批准，财政部、国家税务总局陆续调整了消费税的部分税目、税率（税额标准）和计税方法。2000年，国务院公布了车辆购置税暂行条例，自2001年起施行。为了适应加入世界贸易组织的需要，逐步降低了进口关税的税率。2003年，国务院公布了新的关税条例，自2004年起施行。2008年，国务院修订了增值税暂行条例、消费税暂行条例和营业税暂行条例，初步实现了增值税从生产型向消费型的转变，结合成品油税费改革调整了消费税，自2009年起施行。自1999年至2011年，全国人民代表大会常务委员会先后5次修改个人所得税法，主要内容是调整工资、薪金等所得的扣除额和储蓄存款利息征税的规定。自2012年起，经国务院批准，财政部、国家税务总局开始实施营业税改征增值税的试点。
1997年，国务院发布了契税暂行条例，自当年10月起施行。自2001年起，国务院将船舶吨税重新纳入财政预算管理。2011年，国务院公布了船舶吨税暂行条例，自2012年起施行。2006年，国务院将对内征收的车船使用税与对外征收的车船使用牌照税合并为车船税，公布了车船税暂行条例，自2007年起施行；2007年，全国人民代表大会将过去对内资企业和外资企业分别征收的企业所得税合并，制定了企业所得税法，自2008年起施行；自2006年至2009年，国务院先后修改了城镇土地使用税暂行条例、耕地占用税暂行条例，将对内征收的城镇土地使用税、耕地占用税改为内外统一征收，分别自2007年、2008年起施行；自2009年起取消了对外征收的城市房地产税，规定中外纳税人统一缴纳房产税。2011年，国务院修改了资源税暂行条例，自当年11月起施行；同年全国人民代表大会常务委员会通过了车船税法，自2012年起施行。
2000年，中共中央、国务院发出了《关于进行农村税费改革试点工作的通知》，此后农村税费改革逐步推进。2005年，全国人民代表大会常务委员会决定自2006年起取消农业税。自2005年至2006年，国务院先后取消了牧业税、屠宰税，对过去征收农业特产农业税的烟叶产品改征烟叶税，公布了烟叶税暂行条例。
此外，国务院先后于2000年停止征收固定资产投资方向调节税，2008年、2013年取消了筵席税、固定资产投资方向调节税，自2010年12月起将外商投资企业和外国企业纳入城市维护建设税的纳税人范围。
美国《福布斯》杂志2009年的全球“税负痛苦指数”榜单显示，中国内地的“税负痛苦指数”位居全球第二。
2013年11月，中国共产党第十八届中央委员会第三次全体会议通过了《中共中央关于全面深化改革若干重大问题的决定》。决定中提出：改革税制，稳定税负。完善地方税体系，逐步提高直接税比重。推进增值税改革，适当简化税率。调整消费税征收范围、环节和税率，把高耗能、高污染产品和部分高档消费品纳入征收范围。逐步建立综合与分类相结合的个人所得税制。加快房地产税立法并适时推进改革，加快资源税改革，推动环境保护费改税。完善以税收、社会保障、转移支付为主要手段的再分配调节机制，加大税收调节力度。坚持使用资源付费和谁污染环境、谁破坏生态谁付费原则，逐步将资源税扩展到占用各种自然生态空间。
2016年3月，第十二届全国人民代表大会第四次会议批准了《中华人民共和国国民经济和社会发展第十三个五年规划纲要》。纲要中提出：按照优化税制结构、稳定宏观税负、推进依法治税的要求全面落实税收法定原则，建立税种科学、结构优化、法律健全、规范公平、征管高效的现代税收制度，逐步提高直接税比重。全面完成营业税改增值税改革，建立规范的消费型增值税制度。完善消费税制度。实施资源税从价计征改革，逐步扩大征税范围。清理规范相关行政事业性收费和政府性基金。开征环境保护税。完善地方税体系，推进房地产税立法。完善关税制度。加快推进非税收入管理改革，建立科学规范、依法有据、公开透明的非税收入管理制度。深化国税、地税征管体制改革，完善税收征管方式，提高税收征管效能。推行电子发票。降低增值税税负和流转税比重，清理规范涉企基金，清理不合理涉企收费，降低企业税费负担。建立矿产资源国家权益金制度，健全矿产资源税费制度。加快建立综合和分类相结合的个人所得税制度。将一些高档消费品和高消费行为纳入消费税征收范围。
自2012年起，经国务院批准，财政部、国家税务总局逐步实施了营业税改征增值税的试点。其中，2017年废止了营业税暂行条例，修改了增值税暂行条例。此外，调整了增值税的税率、征收率，统一了小规模纳税人的标准。在消费税方面，经国务院批准，财政部、国家税务总局陆续调整了部分税目、税率。在关税方面，进口关税的税率继续逐渐降低。
在企业所得税方面，2017年和2018年，全国人民代表大会常务委员会先后修改了企业所得税法的个别条款。经国务院批准，财政部、国家税务总局等单位陆续作出了关于部分重点行业实行固定资产加速折旧的规定；提高企业研究开发费用税前加计扣除比例的规定；购进单位价值不超过500万元的设备、器具允许一次性扣除的规定；提高职工教育经费支出扣除比例的规定；小微企业减征企业所得税的规定，而且减征的范围不断扩大，等等。在个人所得税方面，2018年，全国人民代表大会常务委员会修改了个人所得税法，主要内容是调整居民个人、非居民个人的标准，部分所得合并为综合所得征税，调整税前扣除和税率，完善征管方面的规定，自2019年起实施。此外，经国务院批准，财政部、国家税务总局等单位陆续联合作出了关于上市公司股息、红利差别化个人所得税政策，完善股权激励和技术入股有关所得税政策，科技人员取得职务科技成果转化现金奖励有关个人所得税政策等规定。
2016年，根据中共中央、国务院的部署，财政部、国家税务总局发出《关于全面推进资源税改革的通知》，自当年7月起实施，改革的主要内容是扩大征税范围和从价计税方法的适用范围。2016年和2017年，全国人民代表大会常务委员会先后通过了环境保护税法、船舶吨税法、烟叶税法，分别自2018年1月、7月起施行。2018年，全国人民代表大会常务委员会先后通过了车辆购置税法及耕地占用税法，分别自2019年7月、9月起施行。2019年8月26日，十三届全国人大常委会第十二次会议通过了资源税法，自2020年9月起施行。
2022年5月17日，国家税务总局副局长王道树介绍，十年来，税务部门办理新增减税降费累计8.8万亿元，中国宏观税负从2012年的18.7%降至2021年的15.1%。

## 税收类型
目前中华人民共和国现行18个税种，其中14个税种已经立法，18个税种如下：
- 流转税：增值税、消费税、关税
- 所得税：企业所得税、个人所得税
- 财产税：房产税、车船税、船舶吨税
- 行为税：车辆购置税、印花税、契税、环境保护税
- 资源税：资源税、城镇土地使用税、耕地占用税、城市维护建设税、土地增值税、烟叶税

## 税务管理
中华人民共和国税务机关为国家税务总局，是国务院主管税收工作的直属机构。省及省以下税务机构分设为国家税务局和地方税务局两个系统。国家税务局系统实行国家税务总局垂直管理的领导体制，省（自治区、直辖市）地方税务局实行以国家税务总局为主与省（自治区、直辖市）人民政府双重领导管理体制。

## 外部鏈結

### 維基文庫
- 中华人民共和国增值税暂行条例
- 中华人民共和国增值税暂行条例实施细则
- 关于全面推开营业税改征增值税试点的通知
- 中华人民共和国消费税暂行条例
- 中华人民共和国消费税暂行条例实施细则
- 中华人民共和国企业所得税法